# Crowcombe

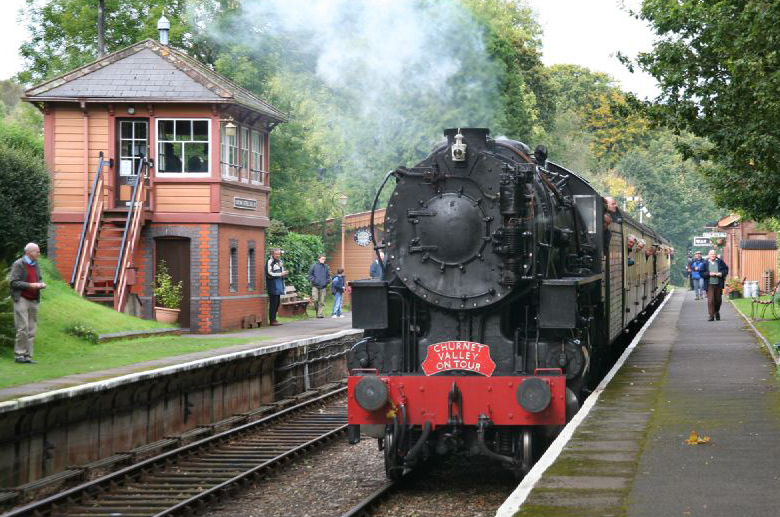
La stazione ferroviaria di Crowcombe Heathfield

Crowcombe è un villaggio con status di parrocchia civile dell'Inghilterra sud-occidentale, facente parte della contea del Somerset e del distretto di West Somerset e situato nell'area delle Quantock Hills.

## Geografia fisica

### Collocazione
Crowcombe si trova a circa metà strada tra Watchet e Taunton (rispettivamente a sud della prima e a nord della seconda), a circa 17 km da quest'ultima.

### Suddivisione amministrativa della parrocchia civile di Crowcombe
La parrocchia civile di Crowcombe comprende i seguenti villaggi:
- Crowcombe Heathfield
- Flaxpool
- Halsway
- Lawford
- Triscombe

## Storia
Il villaggio è menzionato per la prima volta nella forma Cerawicombe nell'854 in un documento redatto da re Ethewulf, padre di Alfredo il Grande.
Il villaggio è in seguito citato, nella forma Crawcombe, anche nel Domesday Book nella forma Crawcombe (1086) come una tenuta di proprietà di Robert of Mortain.
Nel XIII secolo, fu concesso al villaggio il diritto di poter tenere un mercato.

## Architettura
L'architettura di Crowcombe si caratterizza per la presenza di antichi cottage fatti in pietra e cub (combinazione di fango e paglia), spesso coperti da un tetto di paglia.

### Edifici d'interesse

#### Crowcombe Court
Tra gli edifici d'interesse di Crowcombe, figura la Crowcombe Court, completata intorno al 1725.

#### Chiesa dello Spirito Santo
Altro edificio d'interesse di Crowcombe è la Chiesa dello Spirito Santo (Church of the Holy Ghost), risalente al 1226.
Al suo interno, vi si trovano banchi del XIV secolo, scolpiti con raffigurazioni pagane. All'esterno, nel cimitero, si possono invece vedere i resti della guglia, fatta cadere da un fulmine nel 1725.